# Campeonato Paraguaio de Futebol de 2023 – Primeira Divisão
A Primeira Divisão do Campeonato Paraguaio de Futebol de 2023, oficialmente conhecida como Copa de Primera TIGO-Visión Banco 2023 por conta do patrocínio. Essa edição será nomeada «Homenaje a Marcelo Pecci»; será a 89ª temporada profissional da Primera División, a principal divisão do futebol paraguaio. A liga contará com a participação de 12 times e será organizada pela entidade máxima do futebol no Paraguai, a Associação Paraguaia de Futebol (APF). A temporada será dividida em dois torneios próprios e independentes, o Apertura no primeiro semestre do ano e o Clausura no segundo semestre. O Apertura iniciou no dia 27 de janeiro e terminará no dia 11 de junho, enquanto o Clausura começará no dia 7 de julho e terminará em 11 de dezembro.

## Regulamento

### Sistema de disputa
A competição será disputada por doze clubes e dividida em dois torneios oficiais: Torneo Apertura e Torneo Clausura, corando assim, dois campeões no ano. Cada torneio terá fase única, em partidas de ida e volta, no sistema de pontos corridos. Ao final das 22 rodadas de cada torneio – Apertura e Clausura –, o clube com mais pontos será declarado campeão paraguaio.

### Critérios de desempate
Em caso de empate no número de pontos ganhos, serão aplicados os critérios de desempate, na seguinte ordem:
1. Jogo extra (somente no caso de empate na primeira posição);
2. Maior saldo de gols;
3. Mais gols pró (marcados);
4. Mais gols marcados como visitante;
5. Sorteio.[2]

### Vagas em outras competições
Os clubes campeões do Apertura e do Clausura e, com exceção dos dois campeões, o melhor clube da classificação geral (Apertura + Clausura) se classificam à Taça Libertadores de 2024, os quatro clubes subsequentes (com exceção dos já classificados à Taça Libertadores) se classificam à Copa Sul-Americana de 2024. O campeão (ou vice-campeão ou melhor colocado) da Copa do Paraguai de 2023 ficará com a quarta e última vaga para a Copa Libertadores de 2024.
| Posição | Classificação para a |
| ------- | --- |
| 1–4     | - Taça Libertadores de 2024 - 1–2: Fase de grupos da Taça Libertadores de 2024 - 3: Segunda fase da Taça Libertadores de 2024 |
| 5–8     | - Primeira fase da Copa Sul-Americana de 2024                                                                                 |

## Participantes
Doze times irão competir na temporada: os dez melhores times na tabela de rebaixamento da temporada anterior, e os dois melhores da segunda divisão ("División Intermedia") de 2022 (Sportivo Trinidense e Sportivo Luqueño). Os times rebaixados para a  segunda divisão foram o Sol de América e o 12 de Octubre.
| Pos. | Rebaixados da Primeira Divisão 2022 |
| ---- | ----------------------------------- |
| 11º  | Sol de América                      |
| 12º  | 12 de Octubre                       |

| Pos. | Promovidos da División Intermedia |
| ---- | --------------------------------- |
| 1º   | Sportivo Trinidense               |
| 2º   | Sportivo Luqueño                  |

### Informações dos clubes
| Equipe                | Cidade               | Departamento     | Estádio (mando)           | Título (último)       |
| --------------------- | -------------------- | ---------------- | ------------------------- | --------------------- |
| Cerro Porteño         | Assunção             | Distrito Capital | General Pablo Rojas       | 34 (último em 2021-C) |
| General Caballero JLM | Juan León Mallorquín | Alto Paraná      | Ka'arendy                 | 0 (nenhum)            |
| Guaraní               | Assunção             | Distrito Capital | Rogelio Silvino Livieres  | 11 (último em 2016–C) |
| Guaireña              | Villarrica           | Guairá           | Parque del Guairá         | 0 (nenhum)            |
| Libertad              | Assunção             | Distrito Capital | Dr. Nicolás Leoz          | 22 (último em 2022-A) |
| Nacional              | Assunção             | Distrito Capital | Arsenio Erico             | 9 (último em 2013–A)  |
| Olimpia               | Assunção             | Distrito Capital | Manuel Ferreira           | 46 (atual campeão)    |
| Resistencia           | Assunção             | Distrito Capital | Tomás Beggan Correa       | 0 (nenhum)            |
| Sportivo Ameliano     | Assunção             | Distrito Capital | José Tomás Silva          | 0 (nenhum)            |
| Sportivo Luqueño      | Luque                | Central          | Estádio Feliciano Cáceres | 2 (último em 1953)    |
| Sportivo Trinidense   | Assunção             | Distrito Capital | Estádio Martín Torres     | 0 (nenhum)            |
| Tacuary               | Assunção             | Distrito Capital | Toribio Vargas            | 0 (nenhum)            |

## Torneo Apertura
O Torneo Apertura, batizado como "Homenaje a Marcelo Pecci", será o 128º campeonato oficial da "Primera División" e o primeiro torneio da temporada de 2023 da primeira divisão do futebol paraguaio.

### Classificação
| Pos | Equipe                | Pts | J  | V  | E | D  | GP | GC | SG  | Classificação                               |
| --- | --------------------- | --- | -- | -- | - | -- | -- | -- | --- | ------------------------------------------- |
| 1   | Libertad              | 51  | 22 | 16 | 3 | 3  | 39 | 15 | +24 | Fase de grupos da Copa Libertadores de 2024 |
| 2   | Cerro Porteño         | 41  | 22 | 11 | 8 | 3  | 40 | 29 | +11 |                                             |
| 3   | Sportivo Trinidense   | 38  | 22 | 11 | 5 | 6  | 34 | 21 | +13 |                                             |
| 4   | Guaraní               | 33  | 22 | 8  | 9 | 5  | 29 | 24 | +5  |                                             |
| 5   | Nacional              | 33  | 22 | 9  | 6 | 7  | 23 | 21 | +2  |                                             |
| 6   | Olimpia               | 31  | 22 | 8  | 7 | 7  | 32 | 26 | +6  |                                             |
| 7   | Sportivo Ameliano     | 30  | 22 | 7  | 9 | 6  | 27 | 28 | −1  |                                             |
| 8   | Sportivo Luqueño      | 27  | 22 | 6  | 9 | 7  | 27 | 28 | −1  |                                             |
| 9   | General Caballero JLM | 24  | 22 | 6  | 6 | 10 | 21 | 28 | −7  |                                             |
| 10  | Guaireña              | 17  | 22 | 3  | 8 | 11 | 15 | 31 | −16 |                                             |
| 11  | Resistencia           | 17  | 22 | 4  | 5 | 13 | 14 | 35 | −21 |                                             |
| 12  | Tacuary               | 15  | 22 | 4  | 3 | 15 | 16 | 31 | −15 |                                             |

### Desempenho por rodada
Clubes que lideraram o campeonato ao final de cada rodada:
|          | 1ª  | 2ª  | 3ª  | 4ª  | 5ª  | 6ª  | 7ª  | 8ª  | 9ª  | 10ª | 11ª | 12ª | 13ª | 14ª | 15ª | 16ª | 17ª | 18ª | 19ª | 20ª | 21ª | 22ª |
| Apertura | NAC | LIB | LIB | LIB | LIB | LIB | LIB | LIB | LIB | LIB | LIB | LIB | LIB | LIB | LIB | LIB | LIB | LIB | LIB | LIB | LIB | LIB |

Clubes que ficaram na última posição do campeonato ao final de cada rodada:
|          | 1ª  | 2ª  | 3ª  | 4ª  | 5ª  | 6ª  | 7ª  | 8ª  | 9ª  | 10ª | 11ª | 12ª | 13ª | 14ª | 15ª | 16ª | 17ª | 18ª | 19ª | 20ª | 21ª | 22ª |
| Apertura | TAC | RES | TAC | TAC | TAC | TAC | TAC | RES | TAC | TAC | TAC | TAC | TAC | TAC | TAC | TAC | TAC | TAC | TAC | GÑA | TAC | TAC |

### Resultados
| Mandante \ Visitante  | CCP | GCM | GFC | GUA | LIB | NAC | OLI | RES | SPA | SLU | TRI | TAC |
| --------------------- | --- | --- | --- | --- | --- | --- | --- | --- | --- | --- | --- | --- |
| Cerro Porteño         | —   | 1–2 | 2–0 | 1–1 | 2–0 | 4–1 | 2–2 | 1–1 | 1–1 | 3–3 | 3–2 | 1–0 |
| General Caballero JLM | 2–3 | —   | 0–0 | 3–0 | 0–2 | 0–1 | 1–2 | 2–0 | 0–1 | 3–2 | 1–4 | 1–0 |
| Guaireña              | 0–2 | 0–0 | —   | 2–2 | 0–2 | 1–3 | 1–0 | 1–3 | 0–1 | 0–2 | 1–1 | 0–1 |
| Guaraní               | 0–3 | 3–1 | 1–1 | —   | 0–0 | 2–2 | 1–2 | 1–0 | 2–2 | 3–1 | 0–2 | 1–0 |
| Libertad              | 5–0 | 1–0 | 2–0 | 1–0 | —   | 2–1 | 1–0 | 4–0 | 1–1 | 1–1 | 2–1 | 1–0 |
| Nacional              | 2–1 | 2–0 | 2–2 | 0–2 | 1–2 | —   | 1–1 | 0–0 | 1–0 | 0–1 | 0–1 | 2–0 |
| Olimpia               | 2–2 | 1–1 | 1–1 | 0–1 | 2–1 | 0–1 | —   | 4–1 | 1–3 | 2–1 | 1–1 | 4–0 |
| Resistencia           | 1–2 | 1–1 | 0–1 | 0–4 | 0–2 | 0–1 | 0–3 | —   | 1–1 | 1–1 | 1–0 | 1–0 |
| Sportivo Ameliano     | 1–2 | 0–1 | 1–1 | 1–1 | 2–5 | 0–0 | 2–2 | 0–3 | —   | 2–0 | 2–1 | 2–1 |
| Sportivo Luqueño      | 1–1 | 1–1 | 0–0 | 3–0 | 0–2 | 0–1 | 1–0 | 1–0 | 1–1 | —   | 2–2 | 2–0 |
| Sportivo Trinidense   | 0–1 | 2–0 | 1–0 | 1–1 | 1–2 | 2–1 | 3–1 | 2–0 | 2–0 | 2–2 | —   | 2–0 |
| Tacuary               | 2–2 | 1–1 | 1–2 | 1–3 | 3–0 | 0–0 | 0–1 | 2–0 | 1–3 | 3–1 | 0–1 | —   |

## Torneo Clausura
O Torneo Clausura, batizado como "Centenario del Club Tacuary", será o 129º campeonato oficial da "Primera División" e o segundo torneio da temporada de 2023 da primeira divisão do futebol paraguaio.

### Classificação
| Pos | Equipe                | Pts | J  | V  | E  | D  | GP | GC | SG  | Classificação                               |
| --- | --------------------- | --- | -- | -- | -- | -- | -- | -- | --- | ------------------------------------------- |
| 1   | Libertad              | 48  | 22 | 14 | 6  | 2  | 45 | 14 | +31 | Fase de grupos da Copa Libertadores de 2024 |
| 2   | Cerro Porteño         | 40  | 22 | 10 | 10 | 2  | 41 | 21 | +20 |                                             |
| 3   | Nacional              | 32  | 22 | 8  | 8  | 6  | 33 | 23 | +10 |                                             |
| 4   | Guaraní               | 32  | 22 | 9  | 5  | 8  | 20 | 29 | −9  |                                             |
| 5   | Olimpia               | 31  | 22 | 8  | 7  | 7  | 28 | 26 | +2  |                                             |
| 6   | Tacuary               | 29  | 22 | 7  | 8  | 7  | 24 | 29 | −5  |                                             |
| 7   | Sportivo Trinidense   | 27  | 22 | 7  | 6  | 9  | 34 | 35 | −1  |                                             |
| 8   | Sportivo Ameliano     | 27  | 22 | 8  | 3  | 11 | 32 | 34 | −2  |                                             |
| 9   | General Caballero JLM | 25  | 22 | 6  | 7  | 9  | 18 | 24 | −6  |                                             |
| 10  | Sportivo Luqueño      | 24  | 22 | 6  | 6  | 10 | 24 | 28 | −4  |                                             |
| 11  | Guaireña              | 24  | 22 | 6  | 6  | 10 | 29 | 41 | −12 |                                             |
| 12  | Resistencia           | 19  | 22 | 5  | 4  | 13 | 20 | 44 | −24 |                                             |

### Desempenho por rodada
Clubes que lideraram o campeonato ao final de cada rodada:
|          | 1ª  | 2ª  | 3ª  | 4ª  | 5ª  | 6ª  | 7ª  | 8ª  | 9ª  | 10ª | 11ª | 12ª | 13ª | 14ª | 15ª | 16ª | 17ª | 18ª | 19ª | 20ª | 21ª | 22ª |
| Clausura | GÑA | LIB | LIB | LIB | LIB | LIB | LIB | LIB | LIB | LIB | LIB | LIB | LIB | LIB | LIB | LIB | LIB | LIB | LIB | LIB | LIB | LIB |

Clubes que ficaram na última posição do campeonato ao final de cada rodada:
|          | 1ª  | 2ª  | 3ª  | 4ª  | 5ª  | 6ª  | 7ª  | 8ª  | 9ª  | 10ª | 11ª | 12ª | 13ª | 14ª | 15ª | 16ª | 17ª | 18ª | 19ª | 20ª | 21ª | 22ª |
| Clausura | NAC | SPA | OLI | SLU | SLU | TRI | SLU | SLU | SLU | NAC | SLU | SLU | SLU | GÑA | TAC | TAC | TAC | RES | RES | RES | RES | RES |

### Resultados
| Mandante \ Visitante  | CCP | GCM | GFC | GUA | LIB | NAC | OLI | RES | SPA | SLU | TRI | TAC |
| --------------------- | --- | --- | --- | --- | --- | --- | --- | --- | --- | --- | --- | --- |
| Cerro Porteño         | —   | 2–0 | 1–3 |     | 1–1 | 1–1 | 1–1 | 4–1 | 3–2 | 2–0 | 4–1 | 1–1 |
| General Caballero JLM | 1–1 | —   | 0–0 | 0–1 | 0–0 | 0–0 |     | 2–0 | 1–4 | 1–0 | 2–0 | 0–0 |
| Guaireña              | 1–4 | 2–1 | —   | 2–1 | 1–5 | 0–0 | 0–1 | 4–1 | 2–2 | 2–2 | 2–0 | 1–2 |
| Guaraní               | 1–0 | 2–0 | 0–0 | —   | 0–3 | 1–1 | 0–1 | 3–2 | 0–3 | 2–1 |     | 2–0 |
| Libertad              | 1–1 | 0–0 | 4–3 | 0–0 | —   | 2–0 | 4–0 | 4–1 | 3–0 | 2–0 | 0–1 |     |
| Nacional              |     | 2–3 | 2–0 | 4–0 | 2–3 | —   | 1–0 | 5–0 | 2–1 | 2–1 | 1–2 | 1–1 |
| Olimpia               | 0–0 | 3–1 | 1–1 | 5–3 |     | 1–2 | —   | 0–0 | 4–0 | 2–1 | 2–2 | 1–2 |
| Resistencia           | 0–1 | 1–1 | 1–0 | 0–1 | 0–1 | 2–1 | 3–2 | —   |     | 0–0 | 1–4 | 1–3 |
| Sportivo Ameliano     | 0–1 |     | 4–0 | 0–0 | 0–2 | 2–0 | 1–0 | 1–2 | —   | 0–2 | 0–3 | 2–1 |
| Sportivo Luqueño      | 2–2 | 1–0 | 1–0 | 1–2 | 0–1 |     | 0–1 | 2–2 | 1–2 | —   | 2–1 | 3–1 |
| Sportivo Trinidense   | 2–5 | 0–3 |     | 0–0 | 1–1 | 1–1 | 1–1 | 1–2 | 3–2 | 1–2 | —   | 1–1 |
| Tacuary               | 1–1 | 3–0 | 1–3 | 0–1 | 0–4 | 0–3 | 0–0 | 1–0 | 2–2 | 1–1 | 1–0 | —   |

## Premiação
| Campeonato Paraguaio de Futebol de 2023 Primeira Divisão | Campeonato Paraguaio de Futebol de 2023 Primeira Divisão |
| Torneo Apertura                                          | Torneo Clausura                                          |
| -------------------------------------------------------- | -------------------------------------------------------- |
| Libertad Campeão (23º título)                            | Libertad Bicampeão (24º título)                          |

## Tabela Acumulada
| Pos | Equipe                  | Pts | J  | V  | E  | D  | GP | GC | SG  | Classificação                               |
| --- | ----------------------- | --- | -- | -- | -- | -- | -- | -- | --- | ------------------------------------------- |
| 1   | Libertad (C, Q)         | 99  | 44 | 30 | 9  | 5  | 84 | 29 | +55 | Fase de grupos da Copa Libertadores de 2024 |
| 2   | Cerro Porteño (Q)       | 81  | 44 | 21 | 18 | 5  | 81 | 50 | +31 | Fase de grupos da Copa Libertadores de 2024 |
| 3   | Sportivo Trinidense (T) | 66  | 44 | 18 | 12 | 14 | 68 | 56 | +12 | Segunda fase da Copa Libertadores de 2024   |
| 4   | Nacional (Q)            | 65  | 44 | 17 | 14 | 13 | 56 | 44 | +12 | Primeira fase da Copa Libertadores de 2024  |
| 5   | Guaraní (Q)             | 65  | 44 | 17 | 14 | 13 | 49 | 53 | −4  | Primeira fase da Copa Sul-Americana de 2024 |
| 6   | Olimpia (Q)             | 62  | 44 | 16 | 14 | 14 | 60 | 52 | +8  | Primeira fase da Copa Sul-Americana de 2024 |
| 7   | Sportivo Ameliano (Q)   | 57  | 44 | 15 | 12 | 17 | 59 | 62 | −3  | Primeira fase da Copa Sul-Americana de 2024 |
| 8   | Sportivo Luqueño (Q)    | 51  | 44 | 12 | 15 | 17 | 51 | 56 | −5  | Primeira fase da Copa Sul-Americana de 2024 |
| 9   | General Caballero JLM   | 49  | 44 | 12 | 13 | 19 | 39 | 52 | −13 |                                             |
| 10  | Tacuary                 | 44  | 44 | 11 | 11 | 22 | 40 | 60 | −20 |                                             |
| 11  | Guaireña                | 41  | 44 | 9  | 14 | 21 | 44 | 72 | −28 |                                             |
| 12  | Resistencia             | 36  | 44 | 9  | 9  | 26 | 34 | 79 | −45 |                                             |

1. ↑  Sportivo Trinidense tem vaga garantida na primeira fase da Copa Libertadores de 2024 por ser campeão ou vice-campeão da Copa do Paraguai de 2023.

### Desempenho por rodada
Clubes que lideraram o campeonato ao final de cada rodada:
|       | 1ª  | 2ª  | 3ª  | 4ª  | 5ª  | 6ª  | 7ª  | 8ª  | 9ª  | 10ª | 11ª | 12ª | 13ª | 14ª | 15ª | 16ª | 17ª | 18ª | 19ª | 20ª | 21ª | 22ª |     |     |
| Geral | NAC | LIB | LIB | LIB | LIB | LIB | LIB | LIB | LIB | LIB | LIB | LIB | LIB | LIB | LIB | LIB | LIB | LIB | LIB | LIB | LIB | LIB | LIB | LIB |

|       | 23ª | 24ª | 25ª | 26ª | 27ª | 28ª | 29ª | 30ª | 31ª | 32ª | 33ª | 34ª | 35ª | 36ª | 37ª | 38ª | 39ª | 40ª | 41ª | 42ª | 43ª | 44ª |
| Geral | LIB | LIB | LIB | LIB | LIB | LIB | LIB | LIB | LIB | LIB | LIB | LIB | LIB | LIB | LIB | LIB | LIB | LIB | LIB | LIB | LIB | LIB |

## Promédio
O rebaixamento é determinado no final da temporada calculando uma média do número de pontos ganhos por jogo nas últimas três temporadas. Os dois times com os piores promédios ao final da temporada serão rebaixados para a Segunda Divisão de 2024.
| Pos. | Equipe                | '21 | '22 | '23 | Pts. | PJ  | Prom. |
| ---- | --------------------- | --- | --- | --- | ---- | --- | ----- |
| 1    | Libertad              | 65  | 91  | 99  | 255  | 124 | 2.056 |
| 2    | Cerro Porteño         | 66  | 98  | 81  | 245  | 124 | 1.976 |
| 3    | Olimpia               | 51  | 92  | 62  | 205  | 124 | 1.653 |
| 4    | Nacional              | 50  | 71  | 65  | 186  | 124 | 1.5   |
| 5    | Sportivo Trinidense   | —   | —   | 65  | 65   | 44  | 1.477 |
| 6    | Guaraní               | 61  | 55  | 65  | 181  | 124 | 1.46  |
| 7    | Sportivo Ameliano     | —   | 48  | 57  | 105  | 88  | 1.193 |
| 8    | Sportivo Luqueño      | —   | —   | 51  | 51   | 44  | 1.159 |
| 9    | General Caballero JLM | —   | 51  | 49  | 100  | 88  | 1.136 |
| 10   | Tacuary               | —   | 53  | 44  | 97   | 88  | 1.102 |
| 11   | Guaireña              | 44  | 50  | 41  | 135  | 124 | 1.089 |
| 12   | Resistencia           | —   | 49  | 36  | 85   | 88  | 0.966 |